# Petrochelidon
Petrochelidon – rodzaj ptaków z podrodziny jaskółek (Hirundininae) w rodzinie jaskółkowatych (Hirundinidae).

## Występowanie
Rodzaj obejmuje gatunki występujące w Azji, Afryce, Australii i Ameryce.

## Morfologia
Długość ciała 11–14 cm; masa ciała 8–27 g.

## Systematyka

### Etymologia
- Petrochelidon: gr. πετροχελιδων petrokhelidōn, πετροχελιδονος petrokhelidonos „typ jaskółki, która przebywa na klifach”, od πετρα petra „skała, klif”; χελιδων khelidōn, χελιδονος khelidonos „jaskółka”[11].
- Hylochelidon: gr. ὑλη hulē „teren lesisty, las”; χελιδων khelidōn, χελιδονος khelidonos „jaskółka”[12]. Gatunek typowy: Hirundo nigricans Vieillot, 1817.
- Lagenoplastes (Lagenoplastis): gr. λαγηνος lagēnos „karafka, butelka”; πλαστης plastēs wytwórca, od πλασσω plassō „formować”[13]. Gatunek typowy: Collocalia Ariel Gould, 1842.
- Antrochelidon (Amnochelidon): gr. αντρον antron „jaskinia, grota”; χελιδων khelidōn, χελιδονος khelidonos „jaskółka”[14]. Gatunek typowy: Hirundo nigricans Vieillot, 1817.
- Lecythoplastes: gr. ληκυθος lēkuthos „dzbanuszek, ampułka”; πλαστης plastēs wytwórca, od πλασσω plassō „formować”[15]. Gatunek typowy: Lecythoplastes preussi Reichenow, 1898.

### Podział systematyczny
Do rodzaju należą następujące gatunki:
- Petrochelidon fuliginosa (Chapin, 1925) – jaskółka leśna
- Petrochelidon rufigula (Bocage, 1878) – jaskółka rdzaworzytna
- Petrochelidon preussi (Reichenow, 1898) – jaskółka koroniasta
- Petrochelidon perdita (Fry & D.A. Smith, 1985) – jaskółka czerwonomorska
- Petrochelidon spilodera (Sundevall, 1850) – jaskółka towarzyska
- Petrochelidon fluvicola (Blyth, 1855) – jaskółka brązowoskrzydła
- Petrochelidon ariel (Gould, 1842) – jaskółka aborygeńska
- Petrochelidon nigricans (Vieillot, 1817) – jaskółka drzewna
- Petrochelidon pyrrhonota (Vieillot, 1817) – jaskółka rdzawoszyja
- Petrochelidon fulva (Vieillot, 1808) – jaskółka jaskiniowa
- Petrochelidon rufocollaris (Peale, 1848) – jaskółka obrożna